# 在パキスタン中華人民共和国大使館
在パキスタン中華人民共和国大使館（中国語: 中华人民共和国驻巴基斯坦大使馆、英語: Embassy of the People’s Republic of China in Pakistan）、あるいは在パキスタン中国大使館（中国語: 中国驻巴基斯坦大使馆、ウルドゥー語: پاکستان میں چین کے سفارت خانے、英語: Embassy of China in Pakistan）は、中華人民共和国がパキスタンの首都イスラマバードに設置している大使館である。

## 所在地
No.1 Zhou Enlai Avenue, Diplomatic Enclave, Islamabad

## 大使
2020年11月3日より、農融が特命全権大使を務めている。